# Кларенс Зенер
Кларенс Мелвин Зенер (енгл. Clarence Melvin Zener; 1. децембар 1905 — 15. јул 1993) је био амерички физичар који је први описао електричну карактеристику Зенер диоде, коју су Белове лабораторије назвале по њему. Зенер је био теоретски физичар са математичком позадином. Такође је писао о разним темама, укључујући суперпроводност, металургију, еластичност, дифузију, Феромагнетизам и геометријско програмирање.
Зенер је рођен у Индијанаполису, Индијана и докторирао је физику на Харварду 1930. године са тезом Квантна механика формирања одређених типова двоатомских молекула (енгл. Quantum Mechanics of the Formation of Certain Types of Diatomic Molecules). Предавао је на неколико америчких универзитета пре него што је почео да ради у Вотертаун арсеналу током Другог светског рата. Предавао је на Универзитету у Чикагу (1945-1951), радио је у Вестингхаусу (1951-1965), предавао на Тексас А&М Универзитету (1966—1968), а онда и на Карнеги Мелон Универзитету (1968—1993). Зенерова награда из поља науке о материјалима и физике је носи његово име од 1993. Један од Зенерових доктораната, данашњи запажени доктор Џон Б. Гудинаф примио је Нобелову награду за хемију 2019.